# Kostel svatého Prokopa (Nová Ves nad Popelkou)
Kostel svatého Prokopa, opata je farní kostel v Nové Vsi nad Popelkou.

## Historie
Dřevěný kostel v Nové Vsi stál pravděpodobně již na počátku 14. století. Prvním doloženým farářem byl v roce 1360 jakýsi Petr. Před rokem 1588 byl za vlády Elišky z Martinic a z Valdštejna postaven kamenný kostel. Současnou barokní podobu získal kostel v letech 1765 až 1769.
Během první světové války byly zrekvírovány dva zvony: Svatý Prokop a tzv. Poledňák. V roce 1925 byla vypsána sbírka, ze které byly nakoupeny tři nové zvony, opět zrekvírovány během druhé světové války. Nové, současné zvony byly znovu pořízeny roku 1990.

## Popis
Jednolodní barokní kostel. Hranolovitá dvoupatrová věž s polygonálním presbyteriem má cibulovitou střechu s lucernou. V kostele se nacházejí jednomanuálové varhany postavené Josefem Kobrlem v roce 1895. Vedle kostela se nachází márnice z roku 1767.

### Zvony
Kostel má čtyři zvony:
- Mšesvatník – zvon z 14. století. Má na sobě nápis „OSANNA, MARIA“.
- Svatý Prokop – velký zvon z roku 1990
- Svatá Anežka – malý zvon z roku 1990
- Umíráček – zvon z roku 1790